# 超選択的気管支動脈塞栓術
超選択的気管支動脈塞栓術（ちょうせんたくてききかんしどうみゃくそくせんじゅつ、英語: bronchial artery embolization、略称：BAE）もしくは気管支動脈塞栓術（きかんしどうみゃくそくせんじゅつ）は、喀血に対する治療法である。カテーテルを用いて出血源である気管支動脈などを塞栓（ゼラチンスポンジGS・polyvinyl alcohol(PVA)などの粒子状塞栓物質、NBCAなどの液状塞栓物質、金属コイル等によって詰める）することにより止血するカテーテルインターベンション（カテーテル治療）の1種である。

## 基本原理
気管支動脈が肺動脈に異常吻合（気管支動脈ー肺動脈シャント）を形成していることにより喀血が起こるとされており、出血源である気管支動脈を詰めてしまえば喀血は起きなくなるというのがこの治療法の基本コンセプトである。緊急止血目的の場合と、大量喀血後の再発予防や慢性反復性喀血のに対する待機的治療とがある。気管支動脈塞栓術という名称であるが、特発性喀血症以外の疾患は、気管支動脈以外の動脈 (non-bronchial systemic artery) も、肺動脈とシャントを形成して出血責任血管となっていることが多く、これらをすべて塞栓対象とすることが一般的であり、気管支動脈塞栓術という治療名称と乖離が生じてきてはいるが、動脈塞栓術というより普遍的表現よりも気管支動脈塞栓術BAEという表現が慣用的に使用されていることが通例である。こうした気管支動脈以外への動脈に治療対象を広げていることや、MDCTの出現による3DCTアンギオ(CTBA)の発達、コイルやマイクロカテーテルなど使用デバイスの進歩、治療戦略の進化などの複合的背景により、治療成績が飛躍的に向上している。基礎疾患により成績が大きく左右されるが、一部の high volume centerでは治療後1年間で90.4%程度、治療後2年間でも85.9%の止血率を報告している。いわゆる終末動脈によって栄養されている 脳、心臓や腎臓においては血管が詰まると脳梗塞、心筋梗塞や腎梗塞を発症することになるが、気管支動脈を塞栓しても気管支粘膜壊死や肺梗塞を起こさない理由は、肺循環が気管支動脈と肺動脈の二重支配になっており、気管支動脈の血流がなくなっても肺動脈からわずかな血流が保たれるためであると考えられている。そのほかの喀血関連血管(non-bronchial arteries)についても、何らかの側副血行路が発達してくることが経験的にわかっている。なお、肺動脈から直接出血する場合もまれ（5 %以下）にあり、これに対してはこの治療法は無効であり肺動脈の塞栓が必要である。喀血が（気管支）動脈ー肺動脈シャント機序によって説明できるのはおよそ95 %程度とされている。これは言い換えると喀血の95 %にはBAEが有効である、ということになる。

## 治療対象
気管支拡張症・非結核性抗酸菌症・特発性喀血症・肺アスペルギルス症・肺結核後遺症など、ほとんどの疾患の喀血治療に有効である。489例の喀血患者を対象としたBAEの長期治療成績を報告した岸和田リハビリテーション病院 喀血・肺循環センターの Ryugeらによるとそれぞれの比率は、34.0%、23.5%、18.4%、13.3%、6.8%である。BAEが有効なその他の疾患としては、肺膿瘍や肺放線菌症などの報告もある。
肺癌については、気管支動脈-肺動脈シャント機序による喀血ではなく、腫瘍自体からのoozing的な（滲むような）出血であることがほとんどであり、栄養血管の塞栓により腫瘍の梗塞壊死が生じて逆に大喀血をきたすリスクがあり、また完全に栄養血管を閉塞させるとその後の化学療法や血管内治療ができない（抗がん剤が到達するルートがなくなる）などの問題もあり、通常のBAEとは違う戦略が必要となる。元 岸和田リハビリテーション病院 喀血・肺循環センターの国定が肺癌の血管内治療について、また元 岸和田リハビリテーション病院 がんのカテーテル治療センター（現 吹田徳洲会病院 腫瘍内科）のSekiらが、肺癌の喀血に対する血管内治療の有用性を報告している。2019年には韓国のKichang Hらが、84例の肺癌の喀血患者に対するBAEのretrtospectiveな解析を報告しており、大喀血例と有空洞例が生命予後不良因子で有ること、追跡期間中の再喀血率は23.8%であることを示した。
現在は喀血治療のゴールドスタンダードとされる治療法にもかかわらず、Ishikawaらによると我が国において2010年から2018年に喀血で入院した患者約10万人のうち、9065名（8.4%）しかBAEが実施されていない。Ishikawaらによれば入院するほどの喀血患者は基本的に全てBAEの適応であり、にもかかわらずBAEがこれほど一部の患者にしか実施されていないのは、未だ実施できる施設が少ないことが原因であるが、さらにBAEを実施した660施設においても,
このうち半数の334施設においては年間1例未満の経験数に過ぎず、石川らが2014年から提唱しているように喀血治療施設のセンター化が、標準治療であるBAEの喀血患者への実施率を高めるためにも、各施設の　BAEの質を高めるためにも必要であろう。

## 治療手技詳細
2ミリ弱の太さのカテーテルを、足の付け根（大腿動脈）または手首の動脈（橈骨動脈）から挿入し、気管支動脈（正常であれば1mm未満であるが、喀血患者では1mm~3mm程度に拡張蛇行していることがほとんどである）やその他の喀血関連血管にその先端を挿入する。造影剤を注入し、喀血に関与した血管である所見（拡張・蛇行・肺動脈へのシャントなど、特発性喀血症においては毛細血管増生のみが多い）が確認されれば、カテーテルの中に、さらに細いマイクロカテーテル（0.8mm程度）を通し、喀血関連血管の中に進め、適切な部位で塞栓物質を注入・留置し塞栓する。出血の原因となっている血管を塞栓し、高圧系である体循環から低圧系である肺循環へのシャント（異常吻合）にかかる圧を減圧することにより止血をする方法である。
局所麻酔で実施され、所要時間は1時間から3時間程度である。
使用カテーテルは、Ishikawaらの喀血・肺循環センターでは、以下の通りである：大動脈領域は、オリジナルカテーテルであるISHIKAWAカテ（MERIT MEDICAL Modified ISH、FUKUDA RYM50LR35-14 5F Ishikawa ）や左冠動脈用のAL1・AL0.75・AL1.5などを、鎖骨下動脈領域は一般的内胸動脈用カテーテルに加え、急角度で分岐する内胸動脈についてはISHIKAWA6（MERIT MEDICAL ISH6、FUKUDA RYM50ITA1-19 4F Ishikawa6）やISHIKAWA mild6（FUKUDA RYM40ITA1-27 5F Ishikawa mild 6）を用いる
治療手技の詳細については英語論文では岸和田リハビリテーション病院 喀血・肺循環センター Ishikawa/Ryuge/Haraらの長期成績論文 (BMJopen)または、一般向けには日本語でメディカルノート（気管支動脈塞栓術）に詳細に記載されている。さらに、2019年5月には「呼吸器領域IVR実践マニュアル」（文光堂）が出版され、国立病院機構 東京病院 肺循環・喀血センターの益田が、第1章に10頁にわたり、医師向けにわかりやすく具体的な記述をしている。

## 有効性
かつては再喀血率が高いと考えられていたが、治療技術や治療デバイスの向上により、一時的止血のみならず永久的な止血が可能となってきている。
実施可能施設が少なく、また症例数や治療成績などについての施設間格差が大きい。放射線科のIVR医が実施している施設がほとんどであるが、近年呼吸器内科医がBAEを実施する専門施設・high volume centerが出現してきている。特発性喀血症とは特に有効性が高い。東京病院のAndo/Masudaらの研究においても、止血率は20ヶ月で97%と下記の岸和田リハビリテーション病院 喀血・肺循環センターの成績と同等である。同論文においてAndoらは、特発性喀血症の22.9%に置いては微小気管支動脈瘤が関与していると述べている。
肺アスペルギルス症は超選択的気管支動脈塞栓術の有効性が低く、かつてはこの治療法の対象外（適応外）とも考えられていたが、近年止血率が向上している。肺アスペルギルス症のBAE後再喀血については、東京病院のAndo/Masudaらは、疾患の増悪例において再喀血率が有意に高いことを示した。
以下にIshikawaらの長期成績論文の、基礎疾患別止血率を示す。この論文では、再喀血と死亡をcomposite endpointとしており、このうち再喀血だけを示したのが以下の表である。本来3年間の長期成績データであるが、特発性喀血症以外については3年目はいわゆる number at riskが少なく、言い換えると95%信頼区間が広すぎるため、統計的に信頼できない数値としてここでは掲示しなかったが、3年止血率のうち唯一信頼性の高い特発性喀血症については97.8%と非常に高い数値であることが印象的である。2年後止血率の一番低いのが、非結核性抗酸菌症であるが、東京病院のOkuda/Masudaらの報告でも73.8%と同程度の成績であり、これは非結核性抗酸菌症が進行性の疾患であることを反映しているものと考えられる。
| 基礎疾患           | 1年間止血率 | 2年間止血率 |
| ------------------ | ----------- | ----------- |
| 全疾患             | 90.4%       | 85.9%       |
| 気管支拡張症       | 87.6%       | 85.1%       |
| 非結核性抗酸菌症   | 89.0%       | 75.9%       |
| 特発性喀血症       | 97.8%       | 97.8%       |
| 肺アスペルギルス症 | 86.4%       | 82.1%       |
| 肺結核後遺症       | 91.3%       | 85.3%       |

以下に、我が国の代表的 high volume centerである岸和田リハビリテーション病院 喀血・肺循環センターと、国立病院機構 東京病院 肺循環・喀血センター2施設からpublishされている査読英語論文に基づく基礎疾患別の治療成績（非再喀血率＝止血率）を示す。
|                              | 1年   | 2年   | 3年   | 症例数 | 対象期間 |
| ---------------------------- | ----- | ----- | ----- | ------ | -------- |
| 国立病院機構 東京病院        |       | 97.0% |       | 35例   | 3年      |
| 岸和田リハビリテーション病院 | 97.8% | 97.8% | 97.8% | 90例   | 5.7年    |

|                              | 1年   | 2年   | 3年   | 症例数 | 対象期間 |
| ---------------------------- | ----- | ----- | ----- | ------ | -------- |
| 国立病院機機構 東京病院      | 79.1% | 73.8% | 63.3% | 43例   | 5年      |
| 岸和田リハビリテーション病院 | 89.0% | 75.9% | N.A.  | 115例  | 5.7年    |

|                              | 1年   | 2年   | 3年   | 症例数 | 対象期間 |
| ---------------------------- | ----- | ----- | ----- | ------ | -------- |
| 国立病院機構 東京病院        | 65.8% | 約50% | 47.9% | 41例   | 5年      |
| 岸和田リハビリテーション病院 | 86.4% | 82.1% | N.A.  | 65例   | 5.7年    |

再喀血があれば基本的には何度でも再施行が可能である。
なお副次的効果として、岸和田リハビリテーション病院のIshikawaらは、BAEにより喀痰が70%の患者において減少することを2009年ごろより主張しているが、定量化が難しいことに加え、喀痰減少自体は超soft endpointにすぎないということで、臨床研究は計画されていない。QOL改善に大きな好影響を与える場合がある。

さらに東京病院のTakeda らは、非結核性抗酸菌症や肺アスペルギルス症を合併しない気管支拡張症の1, 2, 3,  5 年止血率が、 それぞれ91.3, 84.2, 81.5, 78.9% と高いことを示した。5年という長期成績を示している点においてもこの論文は貴重である。

## 塞栓物質
PVA、NBCA、ゼラチンスポンジ、金属コイルなどがある。
2022年6月掲載のCIRSE (ヨーロッパ心臓血管インターベンショナル放射線学会) Standards of Practice on Bronchial Artery Embolisation (BAE) によると(Kettenbach et al(2022))、BAEに使用する塞栓物質は非球状PVA (polyvinyl alcohol) 粒子 (径355–500 μm) が推奨され、径300–900 μmの球状マイクロスフェア及びNBCAをPVAの代替物として使用を考慮して良いとしている。特にNBCAを使用したBAEによる喀血の制御率はPVAのそれを上回るとする報告がいくつかある。一方で300 μm 未満の粒子は気管支、食道、肺血管、大動脈の過剰な虚血や壊死のリスクが高まるとして使用してはならない。コイルは特定の状況において使用されるが、脊髄梗塞の予防目的に、また活動性の出血源となる仮性瘤や肺動脈ないし肺静脈への粗大なシャントを塞栓する目的に、喀血再発症例において未だ使用されることがある。気管支動脈から肺動脈ないし肺静脈への粗大なシャントのある症例に対しては、サイズの大きな tris-acryl microspheres (700–900 μm) やコイルが肺塞栓予防や心筋梗塞等の大循環系への塞栓物質逸脱による合併症予防に有用なことがある一方、意図するより近位で気管支動脈を塞栓してしまうことにより、結果として側副血行路発達から再喀血という転帰をたどる可能性もある。更にBAE治療後に喀血を再発する短期的及び長期的な危険因子としてコイルの単独使用によるBAEが挙げられている。ジェルフォームはその塞栓効果の持続性から単独での使用は推奨されない。またBAE治療後に喀血を再発する短期的及び長期的な危険因子としてコイルと並記されている。

### PVA
ソウル大学のWooらは、PVA293例、NBCA113例、計406例のBAE長期成績を報告している。海外では頻用されるが、我が国では保険適用になっておらず使用できない。

### NBCA
医療用瞬間接着剤の一種である。一般的には、ターゲットでない血管の誤塞栓やカテーテルの血管壁接着など合併症が多く、訴訟も多いことで知られる塞栓物質であるが、上記のソウル大学のWooらは報告では合併症は非常に少ない。
安価であること、瞬時に固まること、患者の血栓形成に依存しないため再開通が非常に少ないことなど利点も多い。我が国では、動脈内投与が保険で認められていないが、IVR学会が詳細なガイドラインを出版しており、各施設の倫理委員会で保険適応外使用の許可を得て使用されているのが現状である。外傷性の出血のコントロールにはもっとも良い適応であると思われる。また、BAEにおいてもマイクロカテーテルが到達しない末梢型気管支動脈瘤については、非常に良い適応であり、東海大学八王子病院のMine/Hasebeらがバルーンを併用したB-glueという技術を報告している。

### ゼラチンスポンジ( GS; Gelatin Sponge)
基本的には一過性塞栓物質であり、1 - 2週間で溶解し血流が再開してしまうことがほとんどである。このため、BAEのかつてのような位置付けである、手術までの姑息的治療という緊急止血目的であれば意味があるが、大喀血の再発予防や慢性反復性喀血に対する待機的BAEに使用するのは、永久止血を目指す意図とそぐわないと考えられる。BAEに関しては、明らかにエビデンスの乏しい塞栓物質であるが、我が国では未だ頻用されている。2019年8月には、WadaらがGSによるBAE33例の報告をし、再喀血率は24% (追跡期間中央値 15ヶ月）であることを示した。

### 金属コイル
プラチナ性の血管塞栓用コイルであり、廉価であるがその構造上押し出すことしかできず、やり直し効かない pushable coilと、比較的廉価でやり直し留置が可能な機械式 detachable coilと、高価だが安全かつより精緻なコントロールが可能な電気離脱式コイルの3種類がある。岸和田リハビリテーション病院喀血・肺循環センターのIshikawa/Ryuge/Haraらは、金属コイルによるBAEをssBACE（エスエスベイス）と命名し、世界最多症例数のBAE長期成績論文を2017年に発表している。下記のように、同センターにおいてはもっとも重篤な合併症である脊髄梗塞を、世界最多の累計3700例（手技）でありながら一例も起こしていないという。
なお、金属コイルでBAEを一回実施すると再治療ができないというエビデンスを伴わない風説が一部に流布しているが、Ryugeらは、2018年に出版した再喀血機序を論ずるEuropean Radiologyの論文の中で、再喀血に対する再BAEにおける手技的成功率が97.7%に達していることを示している。
また後述のように、Ishikawaらは、ゼラチンスポンジ(GS)とNBCAとを比較してコイルによるBAEは有意に脊髄梗塞の発症が少ないこと、また、比較的高価なコイルによるBAEも、総入院コストとしては、コイル 17042ドル、GS 11458ドル、NBCA 15708ドルと、NBCAとは大きな差がないことが示された。

## 再喀血メカニズム

再喀血機序の比率

岸和田リハビリテーション病院 喀血・肺循環センターのRyugeらは、金属コイルによるssBACE後の再喀血メカニズムを以下のように、4つに分類し、それぞれの比率を示し、今後ssBACEの長期成績をさらに向上させるには再開通を抑制することが課題であることを示した
なお、以下の再開通45.2%という数値を、使用したコイルの45%が再開通するものと大きく誤解する向きがあるが、これはあくまで再喀血患者における再喀血メカニズムの比率であって、そもそも1年後再喀血が9.6%で、2年後再喀血が14.1%なのであるから、その10%内外の再喀血患者について複数の再喀血関連血管の再喀血機序を下記の4つに分類したという趣旨であることを理解する必要がある。
再開通が再喀血の最大の原因であり、2番目の原因である新規血管の抑制はBAE手技自体では制御できないため、今後治療成績を向上させるためには塞栓部の再開通を減少させることが最も重要であることが示された。

再喀血メカニズム

| 機序                     | 英語                    | 比率  | 説明                                           |
| ------------------------ | ----------------------- | ----- | ---------------------------------------------- |
| 再開通                   | recanalization          | 45.2% | コイル塞栓部の、血栓溶解などによる血流再開     |
| 新規血管                 | new HRA                 | 38.5% | 全く新規の喀血関連血管出現                     |
| 同一血管からの側副結構路 | bridging collateral     | 14.7% | 同一血管のコイル塞栓近位部からの側副結構路     |
| 他血管からの側副結構路   | conventional collateral | 1.7%  | 他の血管からのコイル塞栓部遠位部への側副結構路 |

## 合併症
かつては前脊髄動脈を誤まって塞栓してしまうことによる脊髄虚血に起因する下半身麻痺が稀だが重大な合併症として知られていたが、これはマイクロカテーテルを使用せずに造影カテーテルから直接塞栓物質を留置する旧来の方法によるものと考えられ、同軸マイクロカテーテルを使用した方法が普及することにより激減しているとされている。
しかし現在でも、脊髄梗塞による下半身麻痺の合併症は散見され、Ishikawaらによるとその発生率は0.19%（16/8563)である。
塞栓物質別にみると、脊髄梗塞の発症率は、コイル 0.06%(1/1577)  GS 0.18%(12/6561)  NBCA 0.71%(3/425)と、コイルにおいて有意に(p=0,04)少なかった。

岸和田リハビリテーション病院 喀血・肺循環センター Ishikawaらの報告によるmajorな合併症を以下に提示する。
| 合併症         | 例数(例) | 発症率(%) |
| -------------- | -------- | --------- |
| 大動脈解離     | 1        | 0.2       |
| 症候性小脳梗塞 | 2        | 0.4       |
| 脊髄虚血       | 0        | 0         |
| 縦隔血腫       | 5        | 1.0       |
| 死亡           | 0        | 0         |

これは、上記論文中の対象症例489例の合併症内訳であるが、Ishikawaらによると過去約20年間の通算3100手技において、脳梗塞が6例（小脳梗塞4例、前頭葉の無症候性脳梗塞1例、後頭葉梗塞による視野狭窄1例）、一過性脳虚血1例、大動脈解離4例（うち3例は安静こ降圧のみの保存的加療後に再度BAEを実施し止血、1例のみ上腸間膜動脈再建の準緊急手術）、穿刺部血腫6例、脊髄虚血は皆無と述べている（未発表データ）https://www.eishinkai.hospital/lung/。
縦隔血腫は主にマイクロワイアによる血管穿孔、ガイディングカテーテル先端による血管入口部穿孔、造影時の圧損傷による穿孔、稀に強力に圧をかけたコイル留置などによって発生する。比較的頻度の高い合併症ではあるが、入口部 just proximalの穿孔でさえなければ近位部の塞栓により容易にbail outできる。小脳梗塞は、鎖骨下動脈領域の治療時あるいは稀に治療後に椎骨動脈への塞栓によって発生すると考えられる。小脳梗塞だけでなく、後頭葉や脳幹の梗塞を起こす可能性もある。
コイルを使用したBAEのもう一つのhigh volume centerであるMasudaらの国立病院機構東京病院においても、脊髄虚血は皆無であり、こうした経験や他施設の状況を踏まえ、Ishikawaらは下記のように述べており（呼吸器血管内治療研究会における発言）、Radiologyにおける脊髄梗塞論文でのdiscussionにおいても同様の考察を展開している。
「金属コイルでの脊髄虚血の報告は現在までのところ皆無であり、本邦での脊髄虚血は知りうる限り全例ゼラチンスポンジによるBAEで発症している。NBCAやゼラチンスポンジなどの、液状塞栓物質は、喀血関連血管末梢まで到達するが、これが前脊髄動脈末梢に誤まって流入してしまった場合、脊髄そのものに到達してしまう可能性が高い。この場合、側副血行路が流入してくる余地がないので、脊髄梗塞に至る。一方金属コイルによるBAEは喀血関連血管の近位部を塞栓するのみであり、気管支動脈・肺動脈シャント部分の圧を下げて止血するというコンセプトであるが、それゆえに前脊髄動脈の誤塞栓が万が一あっても、コイルが脊髄に到達するわけではないので、他の前脊髄動脈から側副結構路が流入する余地がある。いわゆるアダムキュービッツ以外にも微細な複数の前脊髄動脈が存在するとされている。我が国ではBAEはGS,NBCA,コイルが使用されているが、前脊髄動脈塞栓症を起こすリスクが圧倒的に少ないという一点だけでも、コイルの優位性が大きいと言えよう。」
この他に軽微な合併症として一過性胸痛、造影剤内膜注入、橈骨動脈閉塞などがある。
極めて稀な合併症として、Ishikawaらによる気管支動脈内に留置したコイルが気管支内に逸脱し、コイルを口から喀出した2例の報告がある。

## 死亡率とQOLの改善
BAEの効果については単施設のrestospectiveな観察研究が大半で、わずかにフランスの医療ビッグデータを用いた記述疫学的研究があったのみであるが、2020年秋から2021年初頭にかけて、東京大学の康永研究室を中心とした共同研究により我が国のDPCデータベースを活用した画期的な論文が2本出版された。その一つが東大呼吸器内科のAndoらの研究であり、BAEによって、人工呼吸器装着重症喀血患者の院内死亡率（30日）が早期BAE群 7.5% vs 非早期BAE群16.8%と、早期（気管内挿管後3日以内）のBAEにより有意に院内死亡が減少することを世界で初めて実証した（ odds ratio, 0.45; 95% CI, 0.28-0.73; p = 0.001) 。
また岸和田リハビリテーション病院 喀血・肺循環センターのOmachiらは、コイルでの待機的BAEにより喀血患者のQOL(生活の質）が有意に改善することを世界で初めて実証した（単施設前向き観察研究）。これは同センターの術者が、喀血患者においては時に喀血神経症と呼ぶべきほどの精神的ストレス状態にあること、これがBAEによって非常に改善され、大変強く術後患者が感謝の念を示されることを長年経験し、このclinical questionを論文化したかったと述べている。この研究では身体面と精神面の双方のQOLがBAE後に有意に改善しているが、特に後者において改善が強くみられ、彼らの臨床的観察と一致する。

## BAEの主なエビデンス
BAEの重要なエビデンスを簡単に紹介する。BAEは日進月歩なので、歴史的な意味があるだけの古い論文は省略した。
1.     Bronchial artery embolization to control hemoptysis: comparison of N-butyl-2-cyanoacrylate and polyvinyl alcohol particles
BAE406例（PVA 293例、NBCA 113例）の重要なソウル大学からの長期成績論文である。1年、3年、5年の非喀血生存率はPVAでそれぞれ77%、68%、66%、NBCAでは88%、85%、83%であり、NBCA群の方が高かった（P = .01）。NBCAでは従来言われているほど合併症はなく、治療成績もPVAより良好であった。
Woo S, Yoon CJ, Chung JW, et al. Radiology. 2013 Nov;269(2):594-602. PMID 23801773.

2.     Haemoptysis in adults: a 5-year study using the French nationwide hospital administrative database　
フランスの保険医療データベースを使用した喀血の疫学研究である（2008年〜2012年）。
年間約15,000人の喀血入院患者が発生し、これは全入院患者の0.2%に相当する。喀血の原因は50%が特発性で、呼吸器感染（22%）、肺癌（17.4%）、気管支拡張症（6.8%）、肺水腫（4.2%）、抗凝固剤（3.5%）、結核（2.7%）、肺塞栓症（2.6%）、アスペルギルス症（1.1%）が続いた。最初の入院中の死亡率は9.2%であり、1年後と3年後の死亡率はそれぞれ21.6%および27%であった。フランスの全国民調査であり、非常に貴重な喀血の疫学研究である。
Abdulmalak C, Cottenet J, Beltramo G, et al. Eur Respir J. 2015 Aug;46(2):503-11. PMID 26022949.

3.     Bronchial artery embolization in hemoptysis: a systematic review
最初のBAE systematic reviewである。1976年から2016年にかけて発表された論文（50例以上の22本）対象とした。BAEの再喀血率は高く10％から57％の範囲であった。気管支動脈以外のsystemic artery、気管支動脈-肺シャント、アスペルギローマ、再発結核、多剤耐性TBが存在する場合、再喀血率は有意に高かった（P < 0.05）。合併症の発生率はほぼ0.1％（0％～6.6％）であった。高い再喀血率にも関わらず、BAEは緊急状況下や手術適応外の患者、広範囲または両側の肺疾患を持つ患者において、第一選択のインターベンションである。唯一のsystematic reviewとしてよく引用されてきた。今見るとかなり古い内容だが、BAEの進化を振り返る意味で今でも歴史的価値がある。
Panda A, Bhalla AS, Goyal A. Diagn Interv Radiol. 2017 Jul-Aug;23(4):307-317. PMID 28703105.
4.　Efficacy and Safety of Super Selective Bronchial Artery Coil Embolization: A Single-Center Retrospective Observational Study
喀血治療におけるssBACEの安全性と長期成績を評価した。単施設後方視的研究において、悪性腫瘍や透析患者を除外した489名が対象とされた。手技成功率は93.4％と高く、2年間無喀血生存率もNBCAやPVAに遜色なく、ssBACEは喀血治療の有効な選択肢であることを示した。重大な合併症は少なく安全性が示された。重大な合併症は8件（1.6%）報告され、その内訳は大動脈解離1件、症状を伴う小脳梗塞2件、および縦隔血腫5件であった。脊髄梗塞は皆無であった。喀血制御率（死亡とのcomposite endpoint）は、1年で86.9%、2年で79.4%、3年で57.6%であった。ただし3年目はnumber at riskがn=15と低く統計的に参考にならない数値である。死亡を除いた純粋な喀血制御率は1年が90.4%、2年が85.9％であった。
世界で初めての全疾患を対象としたssBACE長期成績論文であり、BAEの最多症例数論文である。
Ishikawa H, Hara M, Ryuge M, et al. BMJ Open. 2017 Feb 17;7(2):e014805. PMID 28213604.
5.   Mechanisms of Recurrent Haemoptysis after Super-Selective Bronchial Artery Coil Embolisation
ssBACE後の再喀血メカニズムを、塞栓部再開通、新規血管出現、同一血管近位からの側副血行路、他の血管からの側副血行路の４つに分類して解析し、再開通が最多の原因であり、次いで新血管の出現、同じ動脈からの側副血行路、そして他の血管からの側副血行路が続くことを明らかにした。また、再喀血症例二回目のssBACEの手技成功率が97.7%であることを示し、ssBACEが繰り返し可能な治療手技であることを示した。
したがって治療成果を向上させるためには４つの機序のうち再開通率の減少が重要である。
Ryuge M, Hara M, Hiroe T, et al. Eur Radiol. 2019 Feb;29(2):707-715. PMID 30054792.

6.   Effect of tranexamic acid on mortality in patients with haemoptysis: a nationwide study　
日本の保険医療データベースであるDPCデータベースを用いた疫学研究である。28,539例の喀血入院患者のうち、17,049例がトラネキサム酸を投与され、11,490人が非投与であった。傾向スコアマッチングにより9,933組のマッチングペアが生成され、トラネキサム酸グループの患者は院内死亡率が有意に低かく（11.5％対9.0％；リスク差 -2.5％；95％信頼区間（CI）, -3.5～-1.6％）、入院期間も短く（18 ± 24日対16 ± 18日；リスク差 -2.4日；95％CI, -3.1～-1.8日）、総医療費も低かった（$7573 ± 10,085対$6757 ± 9127；リスク差 -$816；95％CI, -$1109～-$523）。一方、心筋梗塞や脳梗塞などの血栓性疾患の有意な増加はなかった。
東京大学康永研究室から発信された３つの喀血DPC研究第一弾である。
Kinoshita T, Ohbe H, Matsui H, et al. Crit Care. 2019 Nov 6;23(1):347. PMID 31694697.
7.   Erratic Coil Migration in the Bronchus after Bronchial Artery Embolization
ssBACE後遠隔期の気管支動脈から気管支へのコイル逸脱を2例報告した。喀血の再発は認められなかったものの、一例はコイルの回収を必要とし、その回収戦略とその背後にあるメカニズム仮説を提案した。
肺動脈の壁は薄く、肺動静脈奇形のコイル塞栓においては気管支へのコイル逸脱の報告が散見されるが、壁厚が比較的厚い気管支動脈を対象としたssBACEにおいても発生する可能性があることが示された。　
Ishikawa H, Omachi N, Ryuge M, Takafuji J, Hara M. Respirol Case Rep. 2019 Aug 22;7(8):e00478.  PMID 31463064.

8.   Early Arterial Embolization and Mortality in Mechanically Ventilated Patients With Hemoptysis: A Nationwide Retrospective Cohort Study　
これも日本の保健医療データベースであるDPCを用いた疫学研究である。喀血が原因で機械的換気を必要とした12,287人の患者を対象とし、気管内挿管後3日以内にBAEを受けた患者（早期塞栓群）と受けていない患者（対照群）を比較した。
1:4の傾向スコアマッチング後、早期塞栓群と対照群にはそれぞれ226人と904人が含まれていた。早期塞栓群は、対照群に比べて7日および30日の死亡率が低かった（7日死亡率：1.3％対4.0％；オッズ比0.39；95％CI、0.16-0.97；p = 0.044、30日死亡率：7.5％対16.8％；オッズ比0.45；95％CI、0.28-0.73；p = 0.001）、また、機械的換気の期間も短かった（p = 0.003）。
東京大学康永研究室から発信された３つの喀血DPC研究第二弾である。BAEの止血率を論じた論文は多いが、院内死亡の減少を実証した論文は初めてであり極めて重要な論文である。
Ando T, Kawashima M, Jo T, et al. Crit Care Med. 2020 Oct;48(10):1480-1486. PMID 32931191.
9.   Spinal Cord Infarction after Bronchial Artery Embolization for Hemoptysis: A Nationwide Observational Study in Japan
日本の保健医療データベースであるDPCデータベースを用いた疫学研究である。　BAE後脊髄梗塞の発症率は0.19%であることが明らかになった。塞栓物質によってその発症率は異なり、コイルで0.06%、ゼラチンスポンジ粒子で0.18%、NBCAで0.71%と、コイルにおいて有意に少なかった。
東京大学康永研究室から発信された３つの喀血DPC研究第三弾である。マイクロカテーテルを用いた超選択的BAEにより脊髄梗塞発症が従来に比してかなり減少しているものの現代でも1/500の確率で起きていることと、ssBACEは脊髄保護的であることが示された。
Ishikawa H, Ohbe H, Omachi N, et al. Radiology. 2021 Mar;298(3):673-679. PMID 33464182.

10.  The Impact of Bronchial Artery Embolization on the Quality of Life of Patients with Haemoptysis: A Prospective Observational Study
喀血患者の身体的及び精神的QOLがBAEによって有意に改善され、特に精神的QOLの向上が顕著であった。
日頃術者が感じている喀血患者の精神的苦悩とBAEによる救済を定量的に示し、日常臨床実践における止血率の改善を超えたBAEの価値を示した。
Omachi N, Ishikawa H, Hara M, et al. Eur Radiol. 2021 Jul;31(7):5351-5360. PMID 33409794

11.  High false-negative rate of the anterior spinal artery by intercostobronchial trunk arteriography alone compared to CT during arteriography
IVR-CTを用いてBAE中に治療対象血管にengageさせたカテーテルから造影剤を注入して同定した前脊髄動脈が、通常の動脈造影のみではどの程度同定できるのかを見た研究である。BAE中の通常の動脈造影のみでは71％もの前脊髄動脈の見落とし（偽陰性）があり、また気管支動脈から前脊髄動脈は一例も同定されず、肋間動脈とICBT（肋間動脈共通幹）からのみ同定された。
脊髄梗塞の症例報告で、後方視的に検討しても前脊髄動脈が同定できなかったとする記述がよく見られるが、71％も偽陰性があるとなると、どんなに注意しても一定の確率で前脊髄梗塞を起こしてしまうということになる。術者にとっても患者にとってもロシアンルーレットのようなもので、脊髄梗塞を起こさないssBACEの価値を補強する強力なエビデンスである。
Kodama Y, Sakurai Y, Yamasaki K, et al. Br J Radiol. 2021 Jul 1;94(1123):20210402. PMID 34111972.

12.　Bronchial Artery Aneurysm: Prevalence, Clinical Characteristics, and Long-Term Prognosis Following Bronchial Artery Embolization
BAE実施例における気管支動脈瘤（BAA）の有病率、特徴、および長期予後を調査し、3.9%（20／508）にBAAが認められた。破裂したBAAの中央径が小さいこと、BAE後2年および3年のBAA関連生存率が100%であることを示した。BAA関連の有害事象や死亡は観察されず、single-arm試験ではあるがBAEのBAA管理における有効性を強調している。
本研究は、従来症例報告のみしかなかったBAAに関する最初の原著研究論文である。
Omachi N, Ishikawa H, Nishihara T, et al. J Vasc Interv Radiol. 2022 Feb;33(2):121-129. PMID 34752932.

13.  CIRSE Standards of Practice on Bronchial Artery Embolisation
CIRSEから出た、世界初のBAEガイドラインである。
大量喀血に対する脊髄梗塞におののきながらの緊急BAEから、慢性反復性喀血に対する安全な待機的BAEへのパラダイムシフトをもたらした。
Kettenbach J, Ittrich H, Gaubert JY, et al. Cardiovasc Intervent Radiol. 2022 Jun;45(6):721-732. PMID 35396612.
14.　Prevalence of Non-Bronchial Systemic Culprit Arteries in Patients with Hemoptysis with Bronchiectasis and Chronic Pulmonary Infection Who Underwent De Novo Bronchial Artery Embolization
気管支拡張症および慢性肺感染症による喀血患者において、出血部位（肺葉）と塞栓対象の非気管支動脈系systemic arteryとの関連を記述した。新規にssBACEを受けた患者の治療対象血管の34％が気管支動脈で、それ以外のsystemic arteryは残る66%を占めた。内胸動脈（49%）、肋間動脈（28%）、および下横隔動脈（28%）が最多であり、5つの出血肺葉のすべてに関与していた。上葉出血患者では肋頸動脈および胸肩峰動脈と外側胸動脈が、左下葉出血患者では肺靭帯動脈が目立った。
Nishihara T, Ishikawa H, Omachi N. Eur Radiol. 2023 Jun;33(6):4198-4204. PMID 36472693.

15. A Technical Manual of Bronchial Artery Embolization by Coil for Pulmonologists: An Expert’s Opinion　
BAEテクニック、特にssBACEテクニックを、これからBAEを志す呼吸器内科医のための総説。前半には、喀血の大分類や重症度分類などの総論も記されている。
Ishikawa H, Yamaguchi Y, Nishihara T, et al. Respir Endosc. 2023;1(2):28-41. doi:10.58585/respend.2023-0035